# Olga Tokarczuk
Olga Nawoja Tokarczuk (Sulechów, Polonia, 29 de enero de 1962) es una escritora y ensayista polaca, autora de adaptaciones escénicas, poeta y psicóloga. Ganadora del Premio Literario Nike de literatura polaca y del Premio Nobel de Literatura de 2018 anunciado el 10 de octubre de 2019.

## Biografía
Olga Tokarczuk nació en Sulechów, al oeste de Polonia. Es hija de Wanda Słabowska y Józef Tokarczuk, ambos maestros. Pasó sus primeros 10 años en Klenica y posteriormente se mudó con su familia a Kiertz. Graduada en psicología por la Universidad de Varsovia en 1985, durante sus estudios trabajó como voluntaria en la atención de enfermos mentales. Tras graduarse, trabajó como psicoterapeuta en la clínica de salud mental de Walbrzych. En el momento en que sus primeras obras literarias se popularizaron, dejó este trabajo y se mudó a Nowa Ruda para dedicarse a escribir. Actualmente divide su tiempo entre Breslavia y Krajanów, cerca de Nowa Ruda, en los Sudetes. El paisaje y la cultura de esta región se reflejan en varias de sus obras literarias. Imparte talleres de prosa en los estudios de Artes Literarias de la Universidad Jaguelónica de Cracovia.
Colabora en la organización del Festival Opowiadania (festival de relatos), en el cual autores polacos y del resto del mundo presentan sus obras. Desde el año 2008, imparte clases de escritura creativa en la Universidad de Opole. Olga Tokarczuk también es miembro del partido Los Verdes desde 2004.
Tokarczuk estuvo casada con Roman Fingas, con quien tuvo a su hijo Zbigniew en 1986. Grzegorz Zygadło es su segundo esposo.

## Trayectoria
Tokarczuk encuentra su inspiración, entre otros, en Carl Gustav Jung, en la lectura de Antón Chéjov, Thomas Mann, Nikolái Gógol y en las historias fantásticas de Edgar Allan Poe.
Debutó en 1979 en la revista juvenil Na przełaj, donde bajo el pseudónimo de Natasza Borodin publicó sus primeras historias.
Como novelista debutó en 1993, con la publicación de El viaje de los hombres del Libro (Podróż ludzi Księgi). El libro recibió el Premio de la Asociación Polaca de Editores de Libros.
En 1995 apareció su segunda novela, E. E, que cuenta la historia de una chica que de repente adquiere habilidades parapsicológicas y las pierde de igual modo súbitamente.
En 1996 publicó la novela En un lugar llamado antaño (Prawiek i inne czasy), libro que fue seleccionado para el Premio Literario Nike en 1997 y que ganó el Premio del Público de dicho certamen.
En 1998 publicó una colección de historias reunidas en un volumen, El ropero (Szafa), así como otra novela titulada Casa diurna, casa nocturna (Dom dzienny, dom nocny), segunda obra de Tokarczuk que fue nominada al prestigioso Premio Literario Nike.
En el 2000 publicó el libro La muñeca y la perla (Lalka i perła), ensayo sobre la novela La muñeca (Lalka) de Bolesław Prus.
La obra de diecinueve relatos cortos Concierto de varios tambores (Gra na wielu bębenkach), publicada en 2001, también compitió por el Premio Literario Nike. Dos de los relatos de este libro fueron adaptados al cine: Żurek, por Ryszard Brylski en 2003; y Ariadna en Naxos por Agnieszka Smoczyńska en 2007, bajo el título Aria Diva.
En 2004 publicó Ostatnie historie (Historias últimas), donde presenta la historia de Polonia y Ucrania a través de las experiencias de tres mujeres de la misma familia: abuela, madre e hija.
En 2006 publicó el libro Anna Inn en los sepulcros del mundo (Anna Inn w grobowcach świata), novela basada en la mitología sumeria, como parte del proyecto Canongate Myth Series.
En la primera mitad de octubre de 2007 apareció la novela Bieguni (Los errantes). Tokarczuk, que trabajó en ella tres años, señala que la mayoría de las notas las tomó estando de viaje. En la introducción escribe: «no es un libro de viajes. No se describen monumentos ni lugares. No es un diario de viaje ni un reportaje. Pretendo mirar más allá de lo que significa viajar, moverse, desplazarse. ¿Qué tiene sentido? ¿Qué nos aporta? Qué significa.» Como ella misma dice, "escribir novelas es como contarse cuentos uno mismo en la madurez, como hacen los niños antes de dormir, que utilizan el lenguaje que se encuentra en la frontera entre el sueño y la conciencia, describiendo y creando". El 5 de octubre de 2008 recibió el Premio Literario Nike. 
En 2009 se publicó su novela titulada en español Sobre los huesos de los muertos (Prowadź swój pług przez kości umarłych). Es un libro basado en un esquema de la novela negra que sirve a Tokarczuk, como siempre, para presentar la complejidad del mundo y entorno humano. Los acontecimientos pasan en un lugar olvidado entre las montañas (Kotlina Kłodzka, donde vive la escritora), en el que ocurren una serie de muertes. La narradora de la historia, una mujer mayor, poco atractiva para protagonizar una novela contemporánea, cuenta las muertes violentas y las explica como una venganza de los animales salvajes frente a quienes los matan: los cazadores. El misterio de los crímenes se resuelve al final.
En la novela está presente el tema tanto de la responsabilidad como de la irresponsabilidad humana frente al mundo de la naturaleza.
El libro fue criticado por el radicalismo ecologista que representa la protagonista y narradora, aunque no hay motivos para interpretar esta voz como la de la autora misma.
Sin embargo, se presenta al lector el tema del radicalismo y la mitología personal y a dónde pueden llevarle a uno, aunque basándose en las buenas intenciones. La novela abunda en citas de William Blake. El libro fue adaptado al cine por Agnieszka Holland y Katarzyna Adamik en 2017 bajo el título Pokot (en español El rastro).
En 2018 se convirtió en la primera escritora polaca en recibir el premio Man Booker International por su novela Los errantes, que había sido traducida al inglés por Jennifer Croft.
En octubre de 2019, la Academia Sueca anunció que el premio Nobel de Literatura de 2018, que no había podido ser otorgado en su año por cuestiones internas, recaía en Tokarczuk.

### Fundación Olga Tokarczuk
En 2019, Tokarczuk estableció la fundación que lleva su nombre con el objetivo de organizar una amplia variedad de actividades relacionadas con la literatura, como programas educativos, concursos literarios y becas para escritores jóvenes. El Consejo de la fundación está encabezada por Olga Tokarczuk, la directora de cine y TV Agnieszka Holland, el artista Irek Grin y el hijo de Tokarczuk, Zbyszko Fingas. Su esposo Grzegorz Zygadło es parte de la Junta.

## Obra publicada

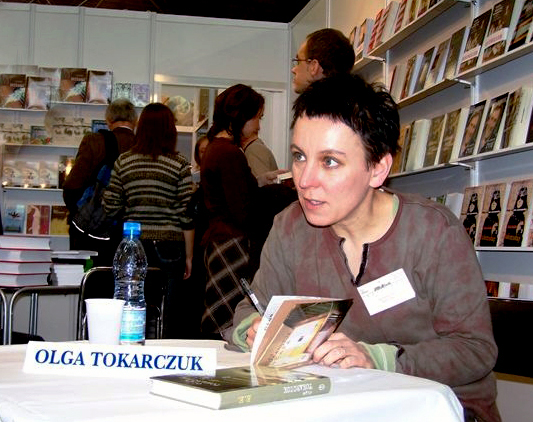
Olga Tokarczuk, Cracovia (Polonia), 2005

- La ciudad en los espejos (Miasto w lustrach) (1989) - poemario.
- El viaje de los hombres del Libro (Podróż ludzi Księgi) (1993).
- E. E. (1995)
- Un lugar llamado antaño (Prawiek i inne czasy) (1996).
- El ropero (Szafa) (1997).
- Casa diurna, casa nocturna (Dom dzienny, dom nocny) (1998).
- Relatos navideños (Opowieści wigilijne) (2000) - junto con Jerzy Pilch y Andrzej Stasiuk.
- La muñeca y la perla (Lalka i perła) (2000).
- Concierto de varios tambores (Grę na wielu bębenkach) (2001).
- Historias últimas (Ostatnie historie) (2004).
- Anna In en los sepulcros del mundo (Anna In w grobowcach świata) (2006).
- Los errantes (Bieguni) (2007)
- Sobre los huesos de los muertos (Prowadź swój pług przez kości umarłych) (2009).
- El momento del oso (Moment niedźwiedzia) (2012), ensayos precedidos de un prólogo de Kinga Dunin.
- Los libros de Jacob (Księgi Jakubowe) (2014), novela histórica
- Alma perdida (Zgubiona dusza) (2017).
- Relatos bizarros (Opowiadania bizarne) (2018). Cracovia, Editorial Literaria.[15]
- Tierno narrador (Czuły narrator) (2020).
- Tierra de empusas (Empuzjon) (2022).

## Premios y distinciones
Ha sido galardonada con numerosos premios, tales como:
- Premio de la Asociación Polaca de Editores de Libros (Polskie Towarzystwo Wydawców Książek) (1993).
- Premio Literario de la Fundación Kościelski (1997).
- Premio Literario Vilenica, otorgado a escritores de Europa Central (2013).
- Premio Literario Nike por las novelas Los Errantes (2008) Los libros de Jacob (2015).[4][16]
- Premio Nike de la Audiencia por Un lugar llamado antaño (1997), Casa diurna, casa nocturna (1999), Concierto de varios tambores (2002), Los errantes (2008) y Los libros de Jacob (2015).[4]
- El Premio Paszport Polityki.
- El Premio Booker (The Man Booker International Prize) por el libro Los errantes (Bieguni) (2018).
- Premio Nobel de Literatura de 2018 (anunciado en 2019).
- Doctorado Honoris Cause por la Universidad de Breslavia (2021)[17]
- Doctorado honoris causa por la Universidad de Varsovia (2022)[18]
- Doctorado honoris causa por la Universidad Jaguielónica de Cracovia (2022)[19]